# Burn Halo

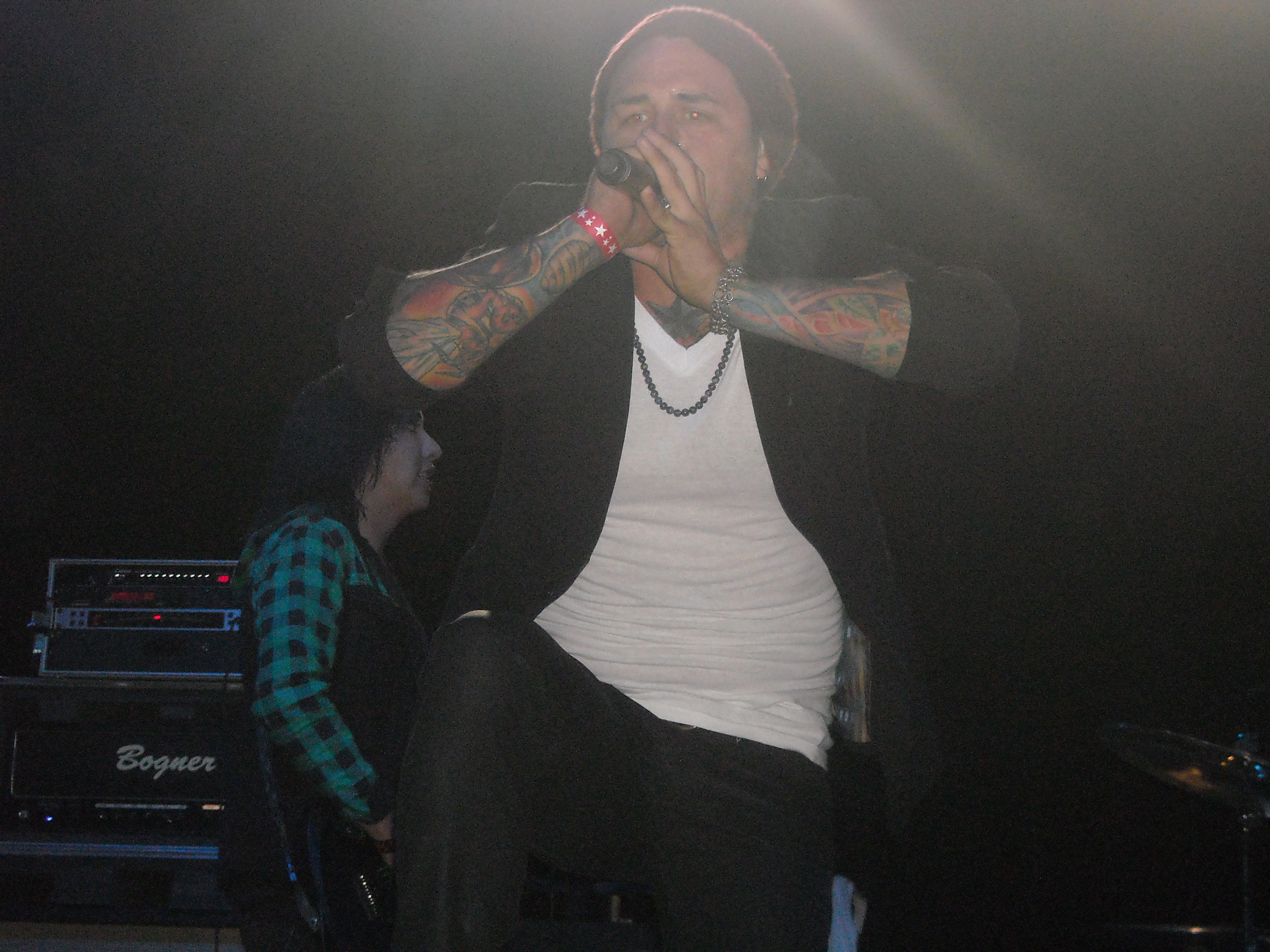

Burn Halo est un groupe américain de hard rock, originaire de Orange, en Californie. Il est formé en 2007 par James Stephan Hart, le chanteur du groupe Eighteen Visions

## Historique

### Débuts (2007–2010)
Après la rupture du groupe Eighteen Visions en avril 2007, le chef du groupe James Hart n'a pas voulu arrêter la musique. Son manager et lui vont à une réunion, et rencontrent Zac Maloy, autrefois de Nixon, et ils sont immédiatement frappés par son talent. Après presque neuf mois d'écriture pour une chanson avec Maloy et de travail avec Daniel Adair de Nickelback, Chris Chaney de Jane's Addiction, Neal Tiemann, Keith Barney et Synyster Gates de Avenged Sevenfold, avaient un début d'enregistrement.
L'album aurait dû sortir en 2008 grâce à Island Records, mais quand le groupe en avait fini avec l'album, Island Records décidèrent ne pas le sortir, lâchant le groupe avec un album fini et aucun label pour le sortir. Ainsi, le manager de Burn Halo du créer son propre label, Rawkhead Records, et distribue le label grâce à Warner Music Group.
le premier single de l'album, Dirty Little Girl, est se classe 19e du Billboard Mainstream Rock chart. Burn Halo atteint la 129e place du Billboard 200. En 2008, la chanson Save Me est incluse dans le jeu vidéo de catch WWE SmackDown vs. Raw 2009. 
Le 16 mars 2009, Burn Halo annonce, via MySpace, que Ryan Folden s'était séparé du groupe et que Timmy Russell le remplacerait a la batterie. Le groupe est désigné pour voyager avec Rev Theory en mars 2009, aussi bien que Avenged Sevenfold, Buckcherry, Static-X, Papa Roach et Saliva. Ils sont actuellement en tournée soutenant le groupe The Headlining, Escape the Fate, avec d'autre groupe de soutien ; Black Tide et William Control. Ils joueront aussi à l'édition 2009 de Rock on the Range. Ils ont aussi joué des concerts avec The Used et Korn, avec Korn étant les têtes d'affiche. Ils sont actuellement en tournée avec Halestorm et The Veer Union.

### Up from the Ashes(2010–2013)
À la fin 2010, les Burn Halo confirment leur entrée en studio pour l'enregistrment d'une suite à l'album, dans l'espoir de le publier en été 2011 (communiqué Facebook). Le 30 mars 2011, Burn Halo diffuse la chanson Tear It Down sur Noisecreep, et révèle le nom de l'album, Up from the Ashes. Le 14 avril 2011, le groupe annonce la sortie du premier single, Tear It Down, qui est publié en single sur iTunes le 19 avril 2011. Le 16 juin 2011, le groupe publie Dakota, une autre chanson de leur album à venir, sur le site web du magazine  Revolver.
En janvier 2012, ils annoncent Sonny Tremblay en tournée, et possiblement comme nouveau batteur permanent de Burn Halo. Ils recrutent aussi le bassiste Ryan Frost, et un nouveau guitariste, Chris Paterson.
En février 2013, James, Joey et Ryan commencent l'écriture d'un troisième album. Le 5 août commence la préproduction.

### Wolves of War(depuis 2014)
Le 1er janvier 2014, le groupe sort Wolves of War, issu de leur futur album. Le 13 mai sort la chanson Fuck You. Le 19 juin 2014, le groupe publie la vidéo lyrique de la chanson Wolves of War sur le site web du magazine Revolver, et la date de sortie de l'album pour le 23 septembre.
Le 4 mars 2015, une annonce est publiée selon laquelle le groupe a signé avec eOne Music. Le 17 juillet 2015, le groupe publie un nouveau single, Dying Without You, via Alternative Press et annonce la sortie de l'album, Wolves of War, chez eOne Music, le 4 septembre 2015. Fred Archambault (Avenged Sevenfold, Eighteen Visions) produira et mixera Wolves of War. Le 7 juin 2016, le départ de James est annoncé ; il est remplacé par TJ Chopelas (ex-Trackfighter).

## Membres

### Membres actuels
- Joey Roxx – guitare (depuis 2007)
- Ryan Frost – guitare rythmique, chœurs (depuis 2013), basse (2012-2013)
- John Duarte – batterie (depuis 2013)
- Travis Presley – basse (depuis 2015)
- TJ Chopelas – chant (depuis 2016)

### Membres de session/tournée
- Neal Tiemann – guitare (2007)
- Chris Chaney – basse (2007)
- Daniel Adair – batterie (2007)
- Chris Paterson – guitare rythmique, chœurs (2012)

### Anciens membres
- James Stephen Hart – chant (2007–2016)
- Allen Snake Jones Wheeler – guitare rythmique (2007–2009)
- Brandon Lynn  – guitare rythmique (2009–2011)
- Aaron Boehler – basse (2007–2011)
- Ryan Folden – batterie (2007–2009)
- Timmy Russell – batterie (2009–2010)
- Dillon Ray – batterie (2010–2011)
- Sonny Tremblay – batterie (2011-2013)
- Chris Bishop  – basse (2013–2015)

## Discographie

### Albums studio
- 2009 : Burn Halo
- 2011 : Up from the Ashes
- 2015 : Wolves of War

### Singles
- 2009 : Dirty Little Girl
- 2010 : Save Me
- 2011 : Tear It Down
- 2014 : Wolves of War
- 2015 : Dying Without You